# Peter G. Van Winkle
Peter G. Van Winkle (New York, 1808. szeptember 7. – Parkersburg, 1872. április 15.) az Amerikai Egyesült Államok Nyugat-Virginia államának szenátora.